# دايجو واتانابي
دايجو واتانابي (باليابانية: 渡邉 大剛) (3 ديسمبر 1984 في ناغاساكي في اليابان – )؛ هو لاعب كرة قدم ياباني سابق كان يلعب كلاعب وسط.

## وصلات خارجية
- دايجو واتانابي على موقع رابطة كرة القدم اليابانية للمحترفين (اليابانية)
- دايجو واتانابي على موقع دوري كوريا الجنوبية (الإنجليزية)
- دايجو واتانابي على موقع قاعدة بيانات كرة القدم.إي يو (الإنجليزية)
- دايجو واتانابي على موقع Soccerway.com (الإنجليزية)
- دايجو واتانابي على موقع عالم كرة القدم.نت (الإنجليزية)
- دايجو واتانابي على موقع كووورة